# Valère Amoussou
Valère Amoussou (10 marzo 1987) è un ex calciatore beninese, di ruolo portiere.

## Carriera

### Club
Ha sempre giocato nel campionato di casa.

### Nazionale
Ha esordito in nazionale nel 2008.